# Luipaardslang
De luipaardslang (Zamenis situla) is een niet-giftige slang uit de familie toornslangachtigen en de onderfamilie Colubrinae.

## Naam en indeling
De wetenschappelijke naam van de soort werd voor het eerst voorgesteld door Carl Linnaeus in 1758. Oorspronkelijk werd de wetenschappelijke naam Coluber Situla gebruikt. De slang behoorde ook al eens tot de geslachten Elaphe, Coluber, Natrix, Coronella en Callapeltis. Hierdoor is de literatuur niet altijd eenduidig over deze soort.

## Uiterlijke kenmerken
De luipaardslang bereikt een maximale lichaamslengte van ongeveer een meter. Het dier staat bekend als een van de mooist gekleurde Europese soorten; de meeste exemplaren zijn gemakkelijk te herkennen aan de lichtbruine tot grijze basiskleur met meestal twee rijen grote rode tot roodbruine vlekken aan weerszijden van de rug over het gehele lichaam, die dun zwartomzoomd zijn en bij de nek en de staart samensmelten tot een enkele rij. Sommige exemplaren hebben twee rode zwartomzoomde strepen op de rug en er zijn ook exemplaren die een enkele rij zeer grote vlekken hebben, maar de kleur van de vlekken en strepen is meestal hetzelfde. Boven op de kop is een opvallende V-vormige vlek aanwezig.
De luipaardslang lijkt sterk op de verwante korenslang (Pantherophis guttatus), die echter in de Verenigde Staten voorkomt.

## Levenswijze
Het voedsel bestaat vrijwel alleen uit kleine zoogdieren zoals muizen, hagedissen en soms nestjonge vogels, die door verwurging worden gedood. De juvenielen leven van hagedissen. Bij verstoring wordt met de staartpunt een trillende beweging gemaakt die doet denken aan het geluid van een ratelslang.
Tijdens de paring bijt het mannetje zijn partner in haar kop of hals en wikkelt zijn lichaam om haar heen. Het legsel bestaat uit twee tot vijf eieren. Het vrouwtje blijft nog enkele dagen bij haar legsel. Als de jongen uitsluipen hebben ze een lichaamslengte van dertig tot 35 centimeter inclusief staart.

## Verspreiding en habitat
De luipaardslang komt voor in zuidoostelijk Europa; Albanië, Bulgarije, Italië, Griekenland, Turkije, Malta, Montenegro, Oekraïne en Servië.
De habitat bestaat uit scrublands, ook in door de mens aangepaste streken zoals weilanden, plantages en landelijke tuinen kan de slang worden aangetroffen. De soort is aangetroffen van zeeniveau tot op een hoogte van ongeveer 1600 meter boven zeeniveau. De luipaardslang houdt van zonnige plekken op steenhopen en muren met enige vegetatie en is met name te vinden in stenige open gebieden maar niet in bossen. De soort gaat in aantal en verspreidingsgebied langzaam achteruit en is beschermd.

## Beschermingsstatus
Door de internationale natuurbeschermingsorganisatie IUCN is de beschermingsstatus 'veilig' toegewezen (Least Concern of LC).